# 罗曼三世·奥利戈维奇
罗曼三世·奥利戈维奇（俄语：Роман Ольгович，1237年—1270年7月19日）是1258年至1270年間的梁赞大公国大親王，奥列格·因戈瓦列维奇的獨子。最終罗曼三世·奥利戈维奇被欽察汗國俘虜並被處死。